# 하복 물리 엔진을 이용하는 게임 목록
본 목록은 하복 물리 엔진을 적용한 게임의 목록이다.

## 하복 물리 엔진 게임

### 시뮬레이션
- Hmmsim
- city car racer
- Hmmsim2

### ACT
- 대난투 스매시브라더스 X
- 매드월드
- 소울워커
- 철권 태그 토너먼트 2

### RPG
- 디아블로 3
- 엘더스크롤 4 : 오블리비언
- 엘더스크롤 5 : 스카이림
- AZERA
- SD건담넥스트에볼루션
- 애스커
- 검은사막

### JRPG
- 메루루의 아뜨리에
- 데몬즈 소울
- 다크 소울1
- 다크 소울2

### FPS/TPS RPG
- 폴아웃 3
- 폴아웃 : 뉴 베가스
- 데드스페이스3

#### RTS
- 스타크래프트 2
- 컴퍼니 오브 히어로즈
- 컴퍼니 오브 히어로즈 2

### 슈팅

#### FPS
- 포스탈 3
- 헤일로 2
- 헤일로 3
- 콜 오브 듀티 : 모던 워페어
- 콜 오브 듀티 : 월드 앳 워
- 콜 오브 듀티 : 모던 워페어2
- 콜 오브 듀티 : 블랙 옵스
- 콜 오브 듀티 : 모던 워페어3
- 레인보우식스 베가스 1
- 레인보우식스 베가스 2
- 레인보우식스 시즈
- 퀸텀 오브 솔러스
- 바이오하자드:다크사이드 크로니클즈
- 헤일로 4
- 솔저오브포춘 온라인
- 카운터-스트라이크: 소스
- 모던 컴뱃 4 : 제로 아워
- 하프라이프 2
- 카운터-스트라이크: 글로벌 오펜시브
- 포탈
- 포탈 2
- 월드오브탱크

#### TPS
- 맥스 페인 2 : 더 폴 오브 맥스 페인
- 바이오하자드 5
- 이블 위딘
- 언차티드 시리즈
- 라스트 오브 어스
- 인파무스 세컨드 선
- 어쌔신크리드 시리즈

#### AOS
- 도타 2
- 히어로즈 오브 더 스톰

#### SPORTS
- 위닝일레븐 온라인 2014
- 위닝일레븐 온라인 2015
- 위닝일레븐 클럽 매니저

#### 오픈월드
- 갱스터 베가스

### 비대칭 플레이어 대전
- 드래곤볼 더 브레이커스